# Учуй-Коско

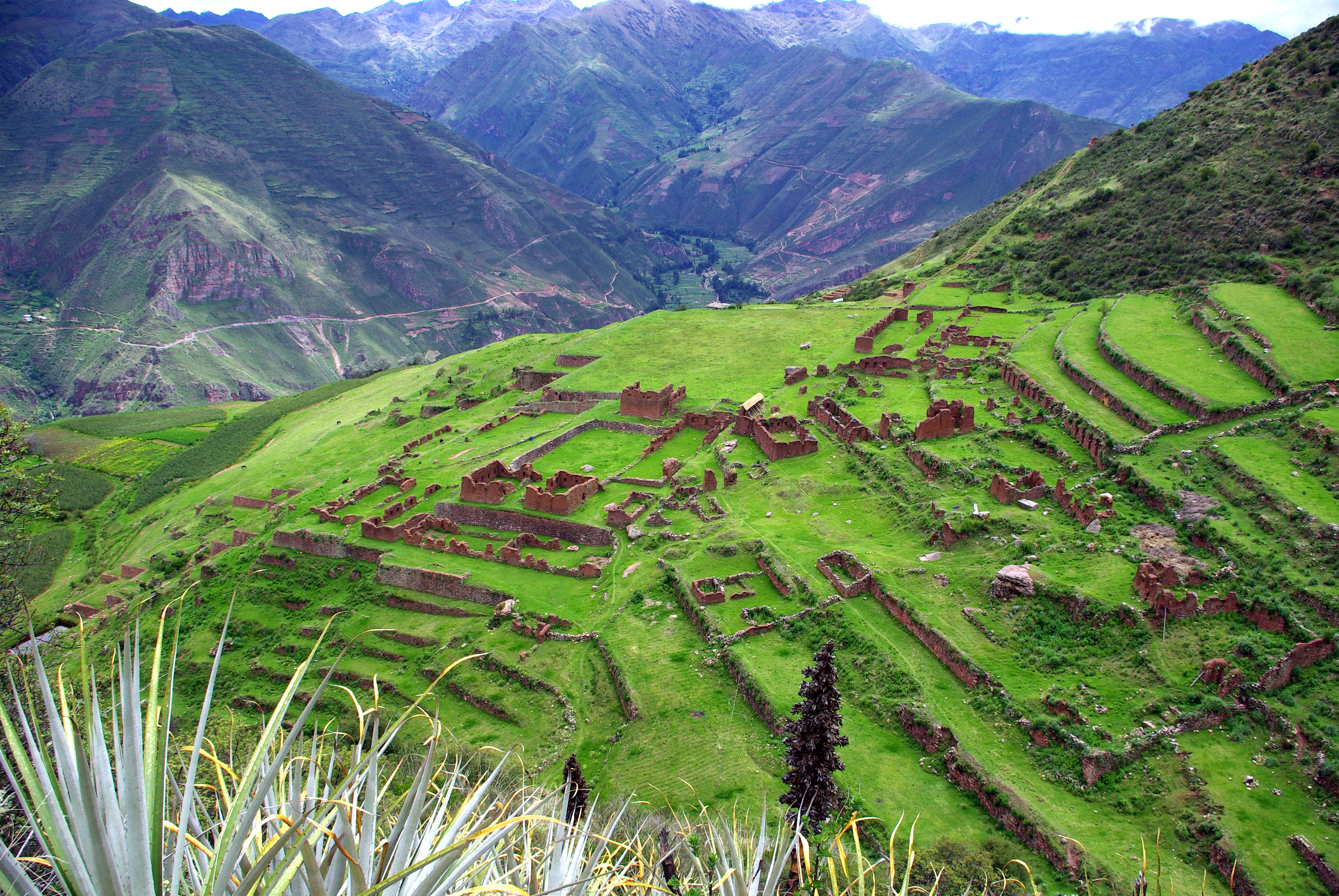
Учуй-Коско

Учуй-Коско (Учуй-Куско, кечуа Huch'uy Qusqu, букв. «маленький Куско») — археологический объект в провинции Калка региона Куско к северу от г. Куско в Перу. Находится на высоте примерно 3600 м над уровнем моря, выше города Ламай и Священной долины инков. 
До испанского завоевания это место называлось Кахья-Кхавана (кечуа K'ajya Qhawana), что означает «там, где смотрит молния». В хроники оно вошло под искажённым испанцами названием Какиа-Хакихауана (исп. Caquia Jaquijahuana / Caquia Xaquixaguana). Сьеса де Леон во второй части «Хроники Перу» утверждает, что эти сооружения построил восьмой Инка Виракоча. Такие исследователи, как Мария Ростворовски и Джон Роу, также считают, что поселение Какиа Хакихауана было царским владением Инки Виракочи. Хронисты Хуан де Бетансос и Педро Сармьенто де Гамбоа сходятся в том, что в этом месте Инка Виракоча провёл остаток своих дней, когда власть в Куско перешла в руки девятого Инки Пачакути.
В археологическом комплексе обнаружено большое количество зданий — некоторые каменные, некоторые глинобитные, а также «кальянка» (кечуа kallanka), сооружения длиной 40 метров, предназначавшиеся для размещения людей, собиравшихся на церемонии или праздники. Для подачи воды к городу инки сооружили ирригационный канал, обрамлённый камнями по длине около 800 метров.
До объекта невозможно добраться по публичным дорогам. Существуют два пункта, через которые туда можно попасть пешком:
- Ламай — 3-часовой путь по крутому горному маршруту с резкими подъёмами и спусками[2].
- Таука — около 3 часов с подъёмом на высоту 4,4 км, после чего маршрут спускается вниз, с посещением некоторых других руин.

Двухдневный маршрут из Тауки в Ламай описан в книге Питера Фроста «Исследование Куско» («Exploring the Cusco»). Ряд туристических компаний организуют двухдневные туристические маршруты в Учуй-Коско верхом на лошадях.